# Prismognathus angularis angularis
Prismognathus angularis angularis es una subespecie de coleóptero de la familia Lucanidae.

## Distribución geográfica
Habita en Rusia y Japón.